# Big Ben Bolt
Big Ben Bolt fue una tira de prensa escrita por Elliot Caplin, dibujada por John Cullen Murphy y distribuida por King Features Syndicate.

## Trayectoria
En 1950, el escritor Elliot Caplin (hermano del creador de Li'l Abner Al Capp) sugirió que Murphy ilustrase una tira de boxeo que tenía en mente. Ésta seguía las aventuras del boxeador y periodista Ben Bolt. Murphy fue el dibujante de Big Ben Bolt desde 1950 hasta 1978.
Murphy ocasionalmente recurrió a ayudantes, incluyendo a Al Williamson (Flash Gordon), Alex Kotzky (Apartment 3-G), Neal Adams (Deadman), John Celardo (Tarzán) y Stan Drake (The Heart of Juliet Jones). En 1971, Murphy se hizo cargo del Prince Valiant, y Gray Morrow hizo lo propio con Big Ben Bolt, firmándola ya a partir del 1 de agosto de 1977. Big Ben Bolt finalizó en la primera mitad de 1978.
En español, ha sido publicada de forma seriada en Tit-Bits (Argentina, años 40) y Chicos (España, 1952) y de forma monográfica por editorial Dólar, Editorial Buru Lan, Ediciones ESEUVE, y Ediciones Maisal. Nunca llegó a publicarse en España la cronología completa del personaje.  

## Premios
Murphy recibió el Premio de la National Cartoonists Society a la Mejor Tira de Prensa de 1971 por su trabajo en Big Ben Bolt y Prince Valiant.